# Холкомб, Эрик
Эрик Холкомб (англ. Eric Holcomb; род. 2 мая 1968, Индианаполис, Индиана) — американский политик, представляющий Республиканскую партию,  губернатор штата Индиана (2017–2025).

## Биография
Сын инженера компании Allison Transmission и школьной учительницы. Будучи школьником, был избран президентом старших классов Pike High School (в 1990 году окончил Hanover College в городе Хановер, Индиана). Записался в Военно-морской флот и три из шести лет службы провёл в Лиссабоне (Португалия) в исследовательском центре НАТО, где разрабатывались сценарии возможных военных конфликтов. После увольнения в запас стал политическим активистом и поддерживал консервативного республиканца, конгрессмена Джона Хостеттлера, которому удавалось сохранять за собой место непрерывно в течение двенадцати лет, что стало лучшим результатом для членов Палаты представителей США с 1930-х годов. В 2000 году Холкомб принял участие в выборах Палаты представителей Индианы, но проиграл демократу Джону Френзу.
В 2003 году стал советником губернатора Индианы Митча Дэниелса, в 2010 году возглавил отделение Республиканской партии в Индиане, а позднее — аппарат сенатора США Дэна Коутса.
3 марта 2016 года принёс присягу и вступил в должность вице-губернатора Индианы, сменив по назначению губернатора Майка Пенса ушедшую в отставку Сью Эллсперманн. Палата представителей штата утвердила его назначение 91 голосом против 3, а Сенат штата — единогласно.
8 ноября 2016 года победил на губернаторских выборах бывшего спикера Палаты представителей Индианы демократа Джона Грегга.
3 ноября 2020 года переизбран на второй срок с результатом 56,5 %, безоговорочно победив демократа Вуди Майерса.
4 августа 2022 года Палата представителей Индианы одобрила большинством в 62 голоса против 38 кардинальное ограничение абортов в штате (исключения сделаны только для случаев изнасилования и инцеста), в тот же день Сенат штата большинством 28 против 19 поддержал это решение, а часом позже губернатор Холкомб подписал новый закон штата, который стал первым таким шагом в стране после отмены Верховным судом США своего решения по делу Роу против Уэйда.

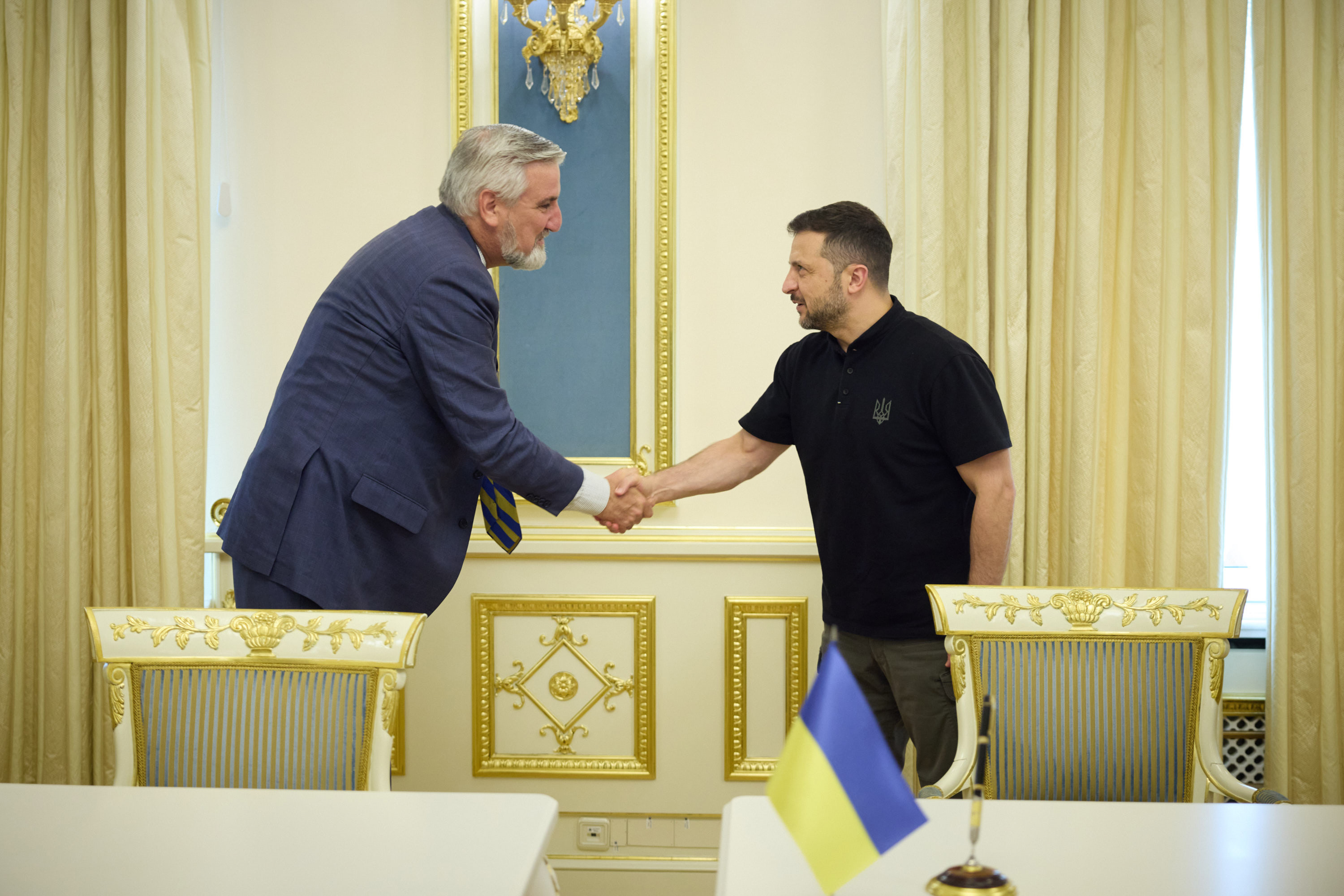
Холкомб с президентом Зеленским

В августе 2022 года Холкомб возглавил торговую делегацию на Тайване, стремясь укрепить экономические связи между Тайванем и Индианой. Делегация также посетила Южную Корею. Этот визит состоялся после нескольких громких визитов официальных лиц США на Тайвань, которые привели к росту напряжённости в отношениях между США и Китайской Народной Республикой. В сентябре 2024 года Холкомб посетил Украину, чтобы подписать соглашение об академическом, сельскохозяйственном и культурном партнёрстве с этой страной. Он стал первым губернатором США, посетившим Украину после российского вторжения.
В 2024 году Холкомб объявил о планах возобновить казни. 18 декабря 2024 года в штате Индиана была проведена первая казнь с 2009 года.

## Семья
Жена — Джанет, детей в семье нет.